# Coll (indumentària)

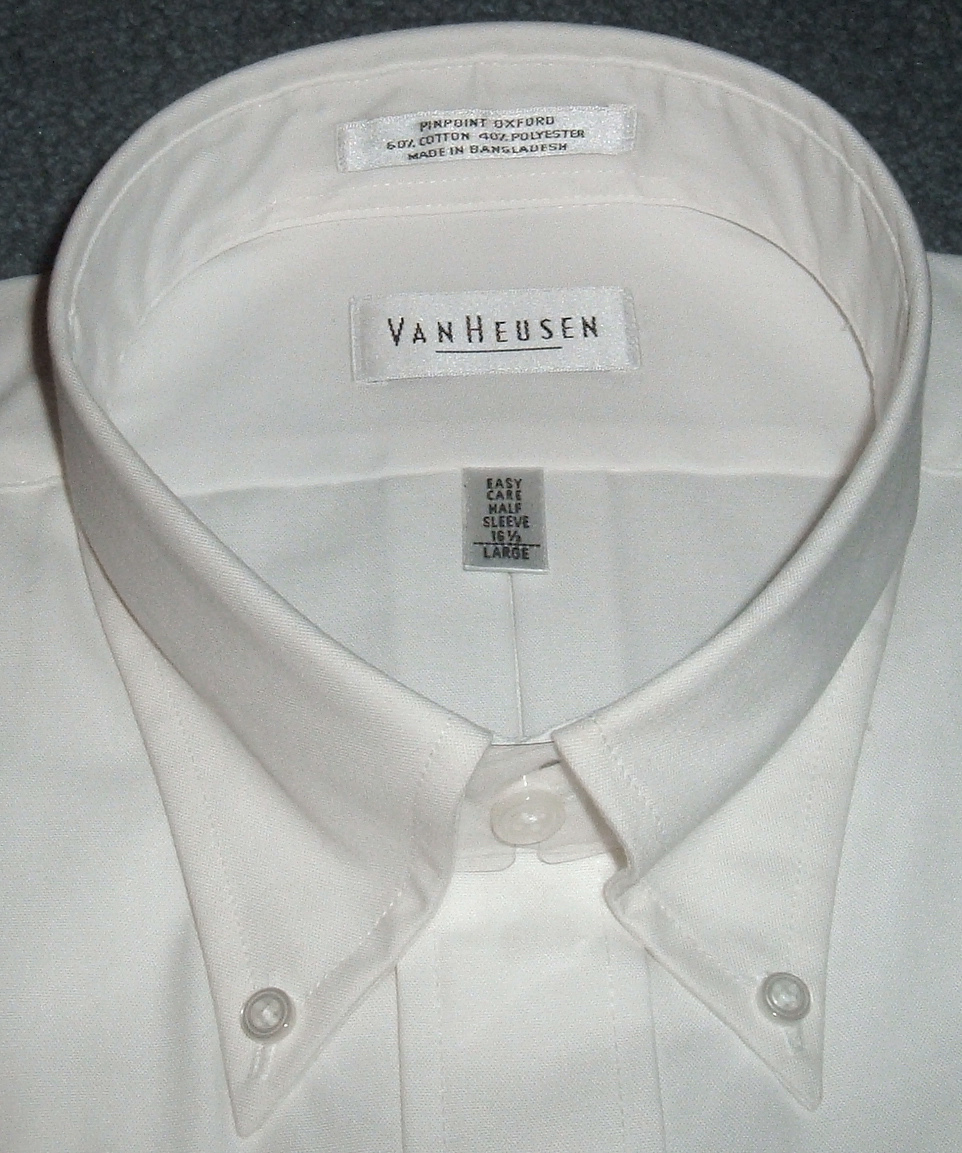
Coll de camisa girat i botonat

El coll d'una peça de vestir és la part pròxima al coll del portador o bé la part que volta el coll del portador. Així doncs, en indumentària el mot coll designa dos conceptes diferents, però estretament relacionats:
- en les peces de vestir «sense coll» (per exemple, samarretes i armilles), el coll és, merament, aquell sector de la peça de vestir que és més pròxima al coll humà, tot circumdant-lo sense sobresortir-ne. En aquesta accepció, el català coll equival a l'anglès neckline, a l'espanyol cuello, al francès collet, a l'italià scollo i scollatura, al portuguès decote, etc.

- en les peces de vestir «amb coll» (per exemple, la majoria de camises, jaquetes i abrics), el mot coll designa la part que sobresurt per la banda superior, tot envoltant el coll humà. En aquesta accepció, el català coll equival a l'anglès collar; a l'espanyol cuello; al francès col i collet;[1] a l'italià collo, colletto i bàvero;[2] al portuguès gola (i, en camises, colarinho); al romanès guler, etc.

Element estretament emparentat amb el coll és la solapa.

## El coll envoltant
Segons la forma d'integració en la peça de roba, el coll envoltant (aquell que sobresurt de la peça de roba i que envolta el coll del portador) pot ésser:
- coll incorporat, si és format per plegatge de roba excedent de la mateixa peça principal;

- coll muntat, si és una peça diferent que ha estat cosida o enganxada al cos de la peça principal; en la pràctica, és equivalent al coll integrat;

- coll postís, si és separable i s'hi fixa mitjançant botons, gafets, cremallera, etc.

Els dos primers sistemes es podrien definir conjuntament com a coll fix, contrastant amb el postís.

Coll dret i tancat

Usualment els colls envoltants es classifiquen en tres grans tipologies, atenent a la forma:
- coll dret, que envolta el coll del portador sense descansar a les espatlles; per exemple, els colls d'ús majoritari en les guerreres del segle xix, i els colls Mao de la moda femenina. Pot ser obert o tancat. És el que s'anomena en anglès stand collar; en espanyol cuello alto; en francès col droit; en italià colletto diritto; en portuguès gola direita; en romanès guler drept; etc.

- coll girat, que envolta el coll del portador i, tombat sobre si mateix, descansa vora l'espatlla; per exemple, el típic coll de camisa. És el que s'anomena en anglès stand-and-fall collar; en espanyol cuello vuelto; en francès col rabattu; en italià colletto rovesciato; en portuguès gola de voltar (gola virada al Brasil); en romanès guler răsfrânt; etc.

- coll caigut, que descansa, aplanat, sobre les espatlles; per exemple, la valona del segle xvii, i també el coll polo i el coll de xal. És el que s'anomena en anglès fall collar i en espanyol cuello plano.

Independentment de la tipologia, el coll pot ser tou, rígid o semirígid.

## Estils
Hi ha un nombre molt elevat d'estils de coll. N'hi ha d'unisex, i també d'ús privativament femení (casos, per exemple, del coll Berta, dels colls drapejats i de la gorgera); n'hi ha que tendeixen a usar-se en determinats tipus de peça de roba (per exemple, en jerseis i no en d'altres; n'hi ha d'exclusivament formals (cas dels colls durs avui dia)... Val a dir que alguns tipus de coll femení s'encavalquen amb el camp de l'escot.
Citem, doncs, uns quants dels estils de coll més habituals:
- coll camiser, amb subtipus múltiples (coll anglès o ample, coll italià, coll americà…);
- coll girat: tot i ésser un terme genèric, també s'aplica específicament al coll camiser quan es duu en una jaqueta, caçadora, guerrera, abric, etc.
- coll sastre;
- coll de xal;
- coll esmòquing;
- coll rodó: típic de la samarreta i de força jerseis;
- coll quadrat;
- coll en punta (o «en V»);
- coll polo: coll caigut, mena d'aplicació del model camiser al jersei;
- coll alt (a voltes anomenat «coll cigne» per calc de l'espanyol);
- coll mariner
- coll xinès o coll Mao: és el nom que acostuma de donar-se actualment al coll dret quan s'usa en peces de moda civil, sobretot femenines;
- alçacoll: blanc, dur i postís, privatiu dels capellans.
- coll de diputat: rígid, blanc i amb les puntes girades, típic de la indumentària formal de la segona meitat del segle xix.

## El coll en l'uniforme militar
Des dels orígens de l'uniforme militar, el coll de la peça superior sol ésser el punt de col·locació d'insígnies de tipus divers, com, en particular, divises indicatives de graduació i emblemes indicatius d'arma, cos o unitat.
El coll de les casaques generalment era de color contrastant, el qual s'usava (com els colors constrastants de les solapes, els punys de gira i els faldons girats) per a indicar arma, unitat, etc. (a més de poder acollir les divises). Amb la substitució de la casaca per part de la guerrera, els colors denotatius es limiten a vius i a aplicacions de coll; elements, aquests, que al llarg del segle xx han tendit a reservar-se per als uniformes de passeig i gala.
Passant a la tipologia de colls usats en la uniformologia militar, cal dir que inicialment les casaques mancaven de coll; quan aquest s'hi incorporà, pels volts de 1740, podia ser dret o girat, fins que el primer esdevingué predominant a partir dels volts de 1770. El coll de les guerreres generalment fou dret durant el segle xix; girat durant la primera meitat del segle xx; i de solapes des de llavors, coincidint, aproximadament, amb l'arraconament de la guerrera de tipus clàssic als uniformes de passeig i gala. Les caçadores que substituïren la guerrera com a peça superior de diari i campanya entorn de 1945 inicialment eren de coll girat, però durant els anys cinquanta tendiren a adoptar solapes. La jaqueta de campanya que substituí la caçadora pels volts de 1960 pot ser de solapes.
Des del principi els capots poden dur tant coll girat com solapes, si bé no han mancat exemples de capots amb coll dret.

### General
- Alcover; Moll. Diccionari català-valencià-balear [en línia S.v. "Coll", acc. II]
- Diccionari visual Oxford: català, castellà, anglès, francès. Oxford: Oxford University, cop. 1997. ISBN 84-8104-004-5
- Newman, Alex; Shariff, Zake. Moda A-Z: diccionario ilustrado. [Traducción: Teresa Jarrín Rodríguez] Barcelona: Blume, cop. 2010. ISBN 978-84-9801-475-4
- Roetzel, Bernhard. El caballero: manual de moda masculina clásica. Dirección artística de Peter Feierabend; fotografía de Günter Beer; [traducción del alemán: Pablo Álvarez Ellacuría y Susana Andrés Tauschke]. [Köhn]: Könemann, cop. 2005. ISBN 3-8331-1786-9 (tela)
- Travers-Spencer, Simon; Zaman, Zarida. Directorio de formas y estilos para diseñadores de moda. [Traducción: Teresa Valverde] Barcelona: Acanto, cop. 2008. ISBN 978-84-95376-85-5

### Sobre el coll en l'uniforme militar
- Carman, W. Y. A dictionary of military uniform. London: B.T. Batsford, 1977. ISBN 0-7134-0191-5
- Förster, Gerhard; Hoch, Peter; Müller, Reinhold. Uniformer europäischer Armeen. Farbtafeln von Rolf Swoboda. Berlin: Militärverlag der DDR, cop. 1978
- Funcken, Liliane & Fred. Le costume et les armes des soldats de tous les temps. [Paris; Tournai]: Casterman, 1966-1967. 2 v.
- Kannik, Preben. Uniformes militares en color de todo el mundo. Madrid: San Martín, 1969
- Mollo, John. Military fashion: a comparative history of the uniforms of the great armies from the 17th century to the First World War. London: Barrie & Jenkens, 1972. ISBN 0-214-65349-8
- The visual dictionary of military uniforms. London; New York; Stuttgart: Dorling Kindersley, 1992. (Eyewitness visual dictionaries) ISBN 0-86318-836-2